# Hopeman
Hopeman est une localité de Moray, en Écosse.
Sa population était de 1 724 habitants en 2011.